# Nosodendron testudinum
Nosodendron testudinum är en skalbaggsart som beskrevs av Waterhouse 1876. Nosodendron testudinum ingår i släktet Nosodendron och familjen almsavbaggar. Inga underarter finns listade i Catalogue of Life.